# 옥수수뱀

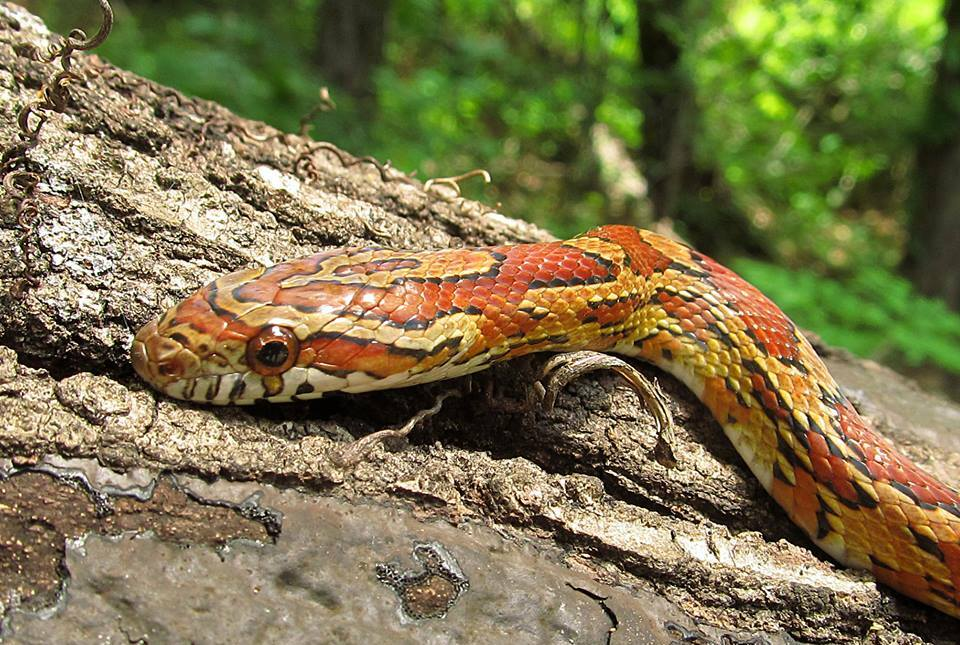

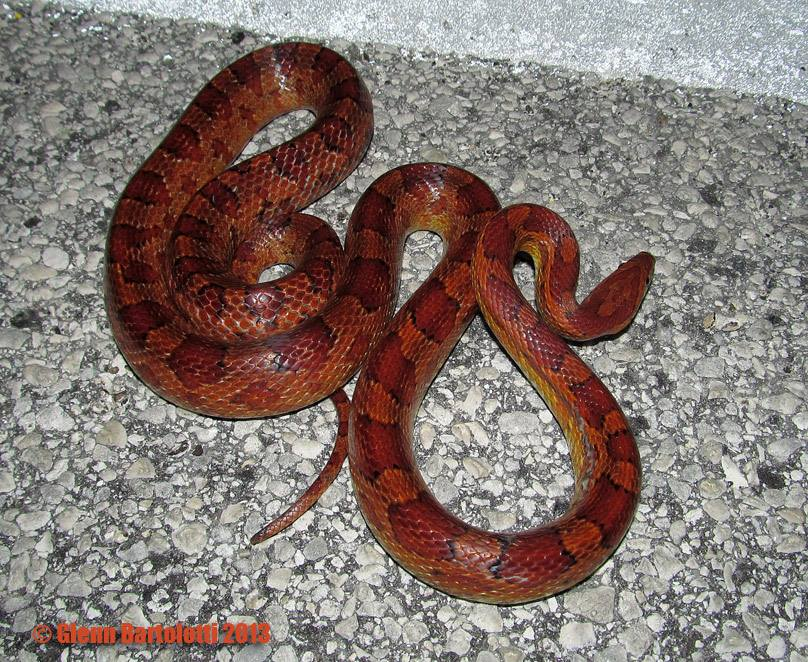
옥수수뱀 암컷

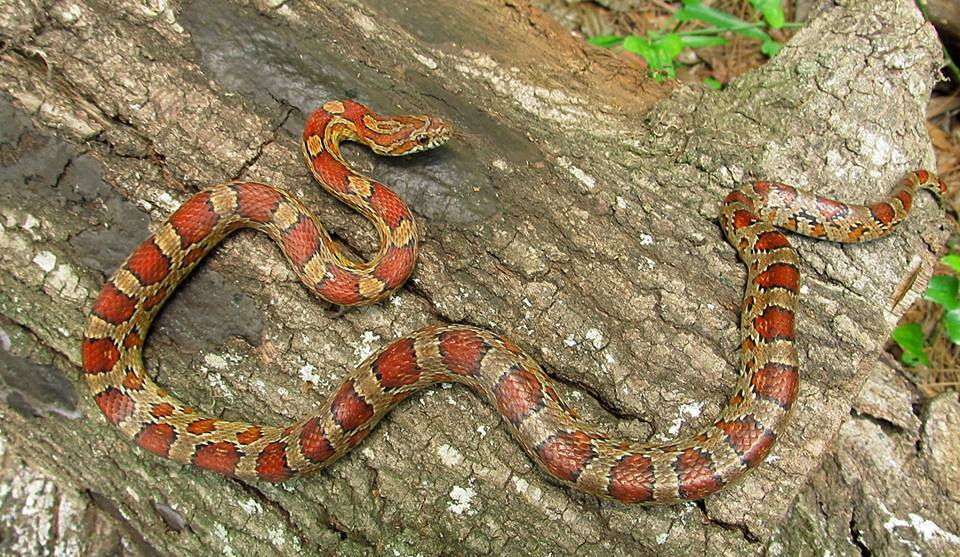
옥수수뱀 성체

옥수수뱀(corn snake)은 북아메리카에 서식하는 뱀과의 일종이다. 독이 없으며 작은 먹이를 옥죄어 질식시켜 잡아먹는다. 미국 중부 및 동남부 전역에서 발견된다. 온순하고 잘 물지 않으며 적당히 큰데다 비늘이 아름다워 애완용으로 많이 길러진다.사육 하에서 먹이로는 파충류 시장에서 유통되는 뱀 전용 먹이인 핑키(어린 쥐)와 마우스(큰 쥐) 등을 급여한다 얼핏 보면 위험한 독사인 구리머리살모사와 비슷하게 생겼다.

## 특징
옥수수뱀 성체의 몸길이는 60cm~120cm이다. 야생에서, 그들은 일반적으로 약 6-8년동안 산다. 그들은 자신의 밝은 색깔, 날씬한 몸집 및 열 감지 기관으로 구리머리살모사와 구별할 수 있다.

## 모프
옥수수뱀(corn snake)도 다른 애완용 뱀이나, 도마뱀과 마찬가지로 모프가 있으며 가장 인기있는 애완 뱀에 속하기 때문에 많은 브리더(사육자)로 부터 다양한 유전적 돌연변이가 발견되어 타 애완 뱀에 비해 많은 모프 수를 가지고 있다. 또한 야생형, 열성, 불완전우성, 우성으로 모프가 분류된다.
야생형(wildtype)의 경우, 사육자가 선택적으로 교배를 반복하여 발견해낸 '모프'의 범위에 들지 않는 자연적으로 발현된 모프를 의미한다.
야생형 모프는 노멀(normal), 앨라배마(alabama), 키(key), 마이애미(maimi),오키티(okeetee) 등이 있다.
노멀(normal)은 종의 표준이 되는 콘 스네이크의 모프로 캐롤라이나에서 주로 서식하며 붉은 색감으로 인해, 국내에서는 레드라고도 불리며, 클래식이라는 이름으로 불리기도 한다.
앨리배마(alabama) 이름에서 보이듯 앨라배마에서 주로 서식하는 콘 스네이크, 대체로 종의 표준이 되는 '노멀 콘 스네이크'보다 어두운 발색을 가짐
키(key) 주로 플로리다에 서식하는 콘 스네이크. 현지에서는 로지 랫스네이크(Rosy ratsnake)라고도 불린다. 국내에서 잘못된 번식으로 인해, 로지 랫스네이크 라는 타 종과 교잡 종으로도 알려졌으나, 키의 경우 elaphe guttata rosacea라는 학명을 갖는 콘스네이크의 아종이며, 아종명이 로지 랫스네이크이다.
마이애미(maimi) 이름에서 알 수 있듯 마이애미에서 주로 서식하는 콘 스네이크이다. 자라나면서 보이는 특이한 발색이 특징이다.
오키티(okeetee) 위의 타 야생형 모프들과는 사뭇 다른 등 패턴을 가진 것이 특징이다. 국내에서는 특이한 패턴으로 인해, 가장 인기가 많은 야생형 모프이다.
열성 모프는, 모프의 표현형을 결정짓는 대립유전자의 유전 방식이 열성임을 의미한다.
열성 모프는 아멜라니스틱(Amelanistic), 에너리쓰리스틱(Anerythristic), 카라멜(Caramel), 챠콜(Chacoal), 크리스마스(Christmas), 신더(Cinder), 디퓨즈(Deffused), 다일룻(Dilute), 하이포멜라니스틱(Hypomelanistic), 카스타니(Kastanie), 라바(Lava), 라벤더(Lavender), 마이크로스케일(Microscale), 모틀리(Motley), 레드 코트(Red coat), 스케일리스(Scaleless), 스트로베리(Strawberry), 스트라이프(Stripe), 선키스드(Sunkissed), 선라이즈(Sunrise), 테라조(Terrazzo), 울트라(Ultra)
아멜라니스틱(Amelanistic)는 아멜 혹은 알비노라고 불리는 모프이다. 울트라라고 불리는 모프와는 공우성 관계이며, Het아멜, Het울트라를 지닐 경우, 울트라멜이라는 모프가 발현된다.
에너리쓰리스틱(Anerythristic)은 흔이 에너리라고 줄여 부르는 모프이다. 붉은색과 노란색 계열의 색소가 결핍된 모프이다. 그로 인해 어두운 발색을 갖는다.
카라멜(Caramel)은 붉은색 색소가 결핍된 모프이다. 에너리와는 달리, 노란색 계열의 색소를 여전히 몸에 지니기 때문에, 노란 발색을 갖는다.
챠콜(Chacoal)은 붉은색과 노란색 계열의 색소가 결핍된 모프이다. 에너리와 비슷한 면을 가지며, 해외에서는 Anery B(에너리 비)라고 지칭하기도 한다. 하지만 에너리 보다는 조금 더 검은색을 띈다.
크리스마스(Christmas)는전체적인 발색이 붉은색이다. 또한 하이포멜라니스틱, 스트로베리와, 대립유전자이기에 같은 유전자 자리에 위치한다.
신더(Cinder)는 은회색빛 발색과 적갈색 빛의 패턴의 모습을 보이는 모프이다.
디퓨즈(Deffused)는 패턴에 영향을 주는 모프이다. 갓 태어난 개체는 큰 변화점이 없으나, 점차 자라나며 패턴의 경계선이 희려지는 특징을 갖는다. 또한 베이비 때엔 배 옆에 존재하는 패턴의 유무로 구별한다.
다일룻(Dilute)는 싱글 모프에서는 구별하기 어려운 모프이다. 하지만 몸의 색이 대리석 무늬처럼 얼룩덜룩한 모습을 보이며, 발색이 매우 밝다.
하이포멜라니스틱(Hypomelanistic)는 흔히 하이포라고 불린다. 붉은 색감이 강화되는 모프이며, 크리스마스, 스트로베리 모프와는 대립유전자이다.
카스타니(Kastanie)는 체스트넛 이라고 불린다. 베이비 때는 어두운 발색을 보이지만, 자라나면서 붉은 발색이 올라온다.
라바(Lava)는 붉은 색감이 강화되는 모프이다. 하이포와는 달리, 크리스마스, 스트로베리 모프와는 대립 유전자 관계가 아니다.
라벤더(Lavender)는 이름에서 보이듯 라벤더(연자주) 색 발색을 띄는 모프이다. 많은 콤보모프의 키 모프로 들어가기 때문에 인기가 많다.
마이크로스케일(Microscale)는 국내에서 정보를 찾기 어려운 모프로 이름과 같이, 전체적인 비늘의 사이즈가 타 모프에 비하여 적으며, 또한 머리의 피부가 부분적으로 드러나는 모프이다.
모틀리(Motley)는 패턴에 영향을 주는 모프이다. 스트라이프와는 대립유전자이며, 우성으로 표현된다.(간단히 말해 헷 모틀리와 스트라이프를 갖는 개체의 경우, 모틀리의 표현형이 발현된다.
레드 코트(Red coat)는 전체적으로 더욱 깊고, 붉은 색감의 발색의 띄는 모프이다.
스케일리스(Scaleless)는 프랑스에서 처음 발견된 모프이다.옥수수뱀(corn snake)와 Great Plains Ratsanake와의 교잡을 통해 발견된 모프이다. 또한 이름 그대로 비늘이 없는 보프이다.(부분적으로 존재)
스트로베리(Strawberry)는 붉은 색감을 강화하는 모프이다. 크리스마스, 하이포와는 대립 유전자이다.
스트라이프(Stripe)는 패턴에 영향을 주는 모프이다. 모틀리와는 대립 유전자이며, 모틀리에 비해 열성이기에 Het모틀리와 스트라이프를 갖는 개체의 경우, 모틀리의 표현형이 발현된다.
선키스드(Sunkissed)는 국내에서 선키스트로 잘못 불리기도 하는 모프이다. 색감이 매우 밝으며, 붉은빛을 띠는 동시에, 패턴의 외곽선이 진하게 두드러지는 모프이다.
선라이즈(Sunrise)는 최근 규명된 모프로, 알비노의 특징적인 붉은 눈을 갖는 동시에, 특징적인 패턴을 갖는 모프이다. 아직까지 많은 것이 밝혀지지 않았지만 단순 열성 방식으로 유전되는 모프로 알려졌다.
테라조(Terrazzo)는 스트라이프와 비슷한 면모를 띄는 패턴의 영향을 주는 모프이다. 스트라이프와 달리, 점차 흐려지는 패턴을 가지며 배면 체크무늬 또한 흐려져, 거의 단색처럼 보인다.
울트라(Ultra)는 옥수수뱀(Corn snake)와 Grey Ratsnake와의 교잡으로 발생한 모프이다. 아멜과는 대립유전자인 동시에 공 우성 관계이며 Het아멜과 Het울트라를 지닐 경우, 제3의 표현형 "울트라 멜'이 발현된다.
불완전 우성은 우성과 열성으로 전달되는 것이 아닌, 우성인자와 열성인자의 우열이 명확하지 않아 동시에 발현되는 것을 의미한다. Het 팔메토(Het Palmetto)와 팔메토(Palmetto)로 이루어져있다.
Het 팔메토(Het Palmetto) 지금까지 팔메토는 단순 열성으로 알려져 왔지만 현재로써는 불완전 우성으로 의견이 모아지고 있다. 그 이유는 Het 팔메토 또한 미약하지만 표현형을 갖기 때문이며, 노멀에 비해 밝은 색감을 띈다.
팔메토(Palmetto)는 싱글 모프로써는 손에 꼽을 정도로 특색 있는 모습을 보이는 모프이다. 이 모프를 발견한 사람은 Don Soderderg이며, 인위적인 표현형 선별 교배 방식으로 발전한 모프가 아니라, 야생에서 채집된 개체에서부터 발전한 모프이다.
우성은 많은 콘 스네이크의 모프는 단순 열성 모프가 대다수를 차지하지만 그럼에도 소수의 우성 모프가 존재하고, 계속 발전되고 있다.
우성 모프는 버프(Buf), 마스크(Masque), 테세라(Tessera), 토피(Toffee)이다.
버프(Buf)는 노란색 발색을 띄는 모프이다. 카라멜과 비슷한 발색을 띄지만, 버프의 경우 우성이라는 점이 특징이며, 세부적인 발색에서 차이가 드러난다.
마스크(Masque)는 이름처럼 머리 패턴에 영향을 주는 동시에 발색에도 영향을 미치는 모프이다. 또한 배면 체크무늬가 가운데를 따라 사라진 모습을 보인다.
테세라(Tessera)는 패턴에 영향을 주는 모프이다. 등을 따라 스트라이프가 존재하며, 동시에 옆면을 따라 체크무늬가 존재한다. 또한 우성 모프이기에 스트라이프의 상위 호환 취급을 받는다.
토피(Toffee)는 버프(Buf)와 같이 노란 발색을 띈다. 일부 브리더는 버프와 동일 모프로 보는 시각이 존재한다.(이를 증명하기 위해 일부 브리더가 연구중이다.)

## 생태
일반적으로, 옥수수뱀은 생후 4개월까지 지상에 머무른다.
추운 지역에서, 옥수수뱀은 겨울 동안 겨울잠을 잔다. 그러나, 해안을 따라 더 온화한 기후에서 옥수수뱀은 추운 날씨동안 바위 틈새와 통나무로 숨고, 태양의 열을 흡수하는 따뜻한 날에 나온다. 추운 날씨 동안 옥수수뱀은 둔해져 활동을 거의 하지 않고 그로 인해 먹이활동도 둔해지게 된다.